# Jörg Meuthen
Jörg Hubert Meuthen (Essen, 29 giugno 1961) è un politico ed economista tedesco, ex portavoce federale per il partito di estrema destra Alternativa per la Germania (AfD) dal 2015 al 2022.

## Biografia
È professore di economia politica e finanza presso l'Accademia di Kehl, ed è stato docente presso l'Accademia di Amministrazione ed Economia (VWA). È stato il capofila dell'AfD alle elezioni statali del Baden-Württemberg nel 2016, e dal marzo 2016 è stato membro del Landtag del Baden-Württemberg in veste di capogruppo del suo partito. In occasione delle elezioni europee del 2019, è stato capofila di Alternativa per la Germania.